# Hemileucoceras madagascariensis
Hemileucoceras madagascariensis är en stekelart som först beskrevs av Jean Risbec 1952.  Hemileucoceras madagascariensis ingår i släktet Hemileucoceras och familjen sköldlussteklar. Inga underarter finns listade i Catalogue of Life.